# USS America (CV-66)
«Аме́рика» (англ. USS America (CV-66)) — американський авіаносець типу «Кітті-Хок».

## Історія створення

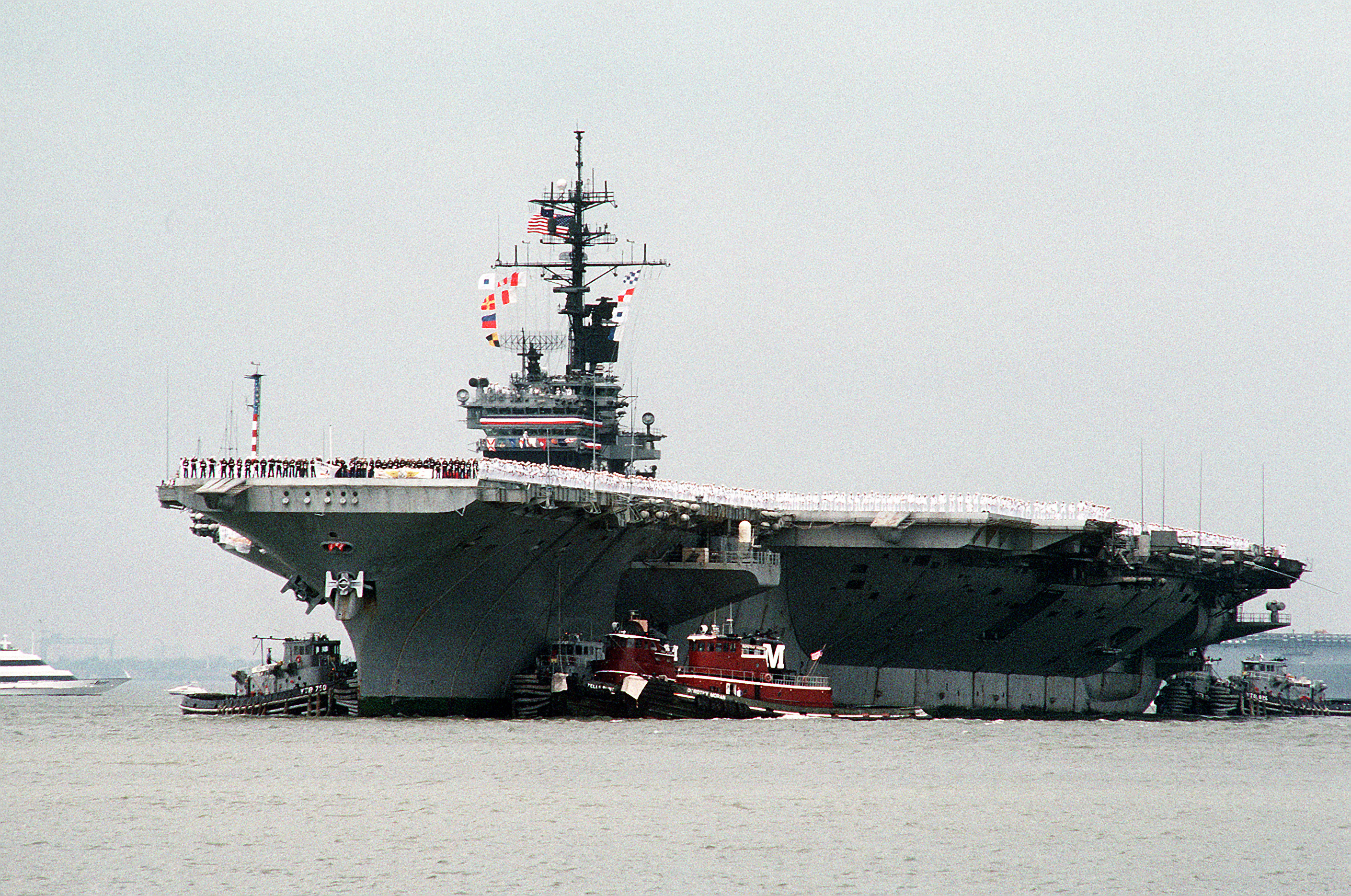
Повернення «Америки» після «Бурі в пустелі»

«Америка» спочатку був замовлений як атомний авіаносець типу «Ентерпрайз» під індекстом CVAN-66, проте через високу вартість будівництва перезамовлений як авіаносець типу «Кітті-Хок». На відміну від авіаносців «Кітті-Хок» та «Констелейшн», будувався за дещо модернізованою програмою 127B. Корабель був закладений 9 січня 1961 року на верфі Newport News Shipbuilding у місті Ньюпорт-Ньюс, штат Вірджинія під індексом CVA-66. Спущений на воду 1 лютого 1964 року, став до ладу 23 січня 1965 року.

## Історія служби

### Початок служби
Ставши до ладу, авіаносець здійснив 2-місячний навчальний похід у Карибському морі, після чого у листопаді 1965 року вирушив у похід у Середземне море з авіагрупою CVW-6, який тривав до кінця 1966 року.
В листопаді 1966 році на авіаносці розпочалась випробувальна експлуатація літаків A-7A «Корсар»
З січня по липень 1967 року авіаносець «Америка» здійснив другий похід у Середземне море. У березні «Америка» разом зі своїм ескортом та британським авіаносцем «Гермес» взяв участь у навчаннях «Poker Hand IV»".З початком політичної кризи у Греції корабель у квітні 1967 року здійснював патрулювання в Егейському морі, з метою евакуації американських громадян у випадку початку громадянської війни.
З початком арабо-ізраїльської війни авіаносець перебазувався у Східне Середземномор'я. Арабську країни звинувачували США у тому, що літаки з «Америки» беруть участь у бойових діях на боці Ізраїлю. 8 червня 1967 року він надав допомогу американському судну радіолокаційної розвідки «Ліберті», яке було серйозно пошкоджене внаслідок помилкової атаки ізраїльських літаків «Міраж III» та торпедних катерів.
Під час походу на авіаносці сталось декілька аварій літаків, внаслідок яких втрачено 5 літаків, 1 людина загинула.
Протягом жовтня 1967 року — січня 1968 року авіаносець пройшов ремонт та модернізацію у Норфолку. Корабель брав участь у війні у В'єтнамі, здійснивши 3 походи навколо мису Горн на Тихий океан та назад (10.04—16.12.1968, 10.04—21.12.1970 та 05.06.1972—24.03.1973).

### 1970-1990-ті роки

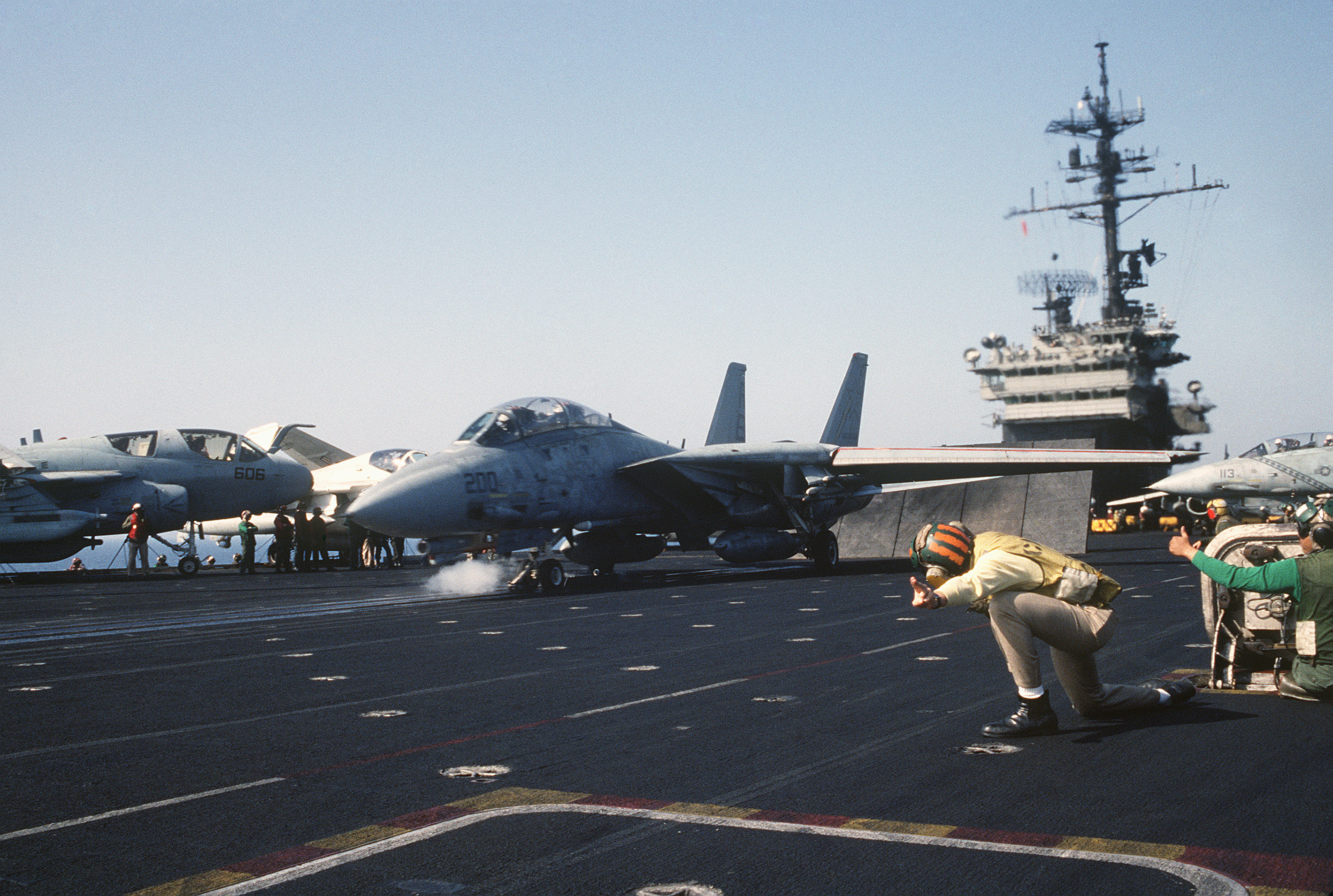
Підготовка літаків F-14 до запуску біля узбережжя Лівії, 1986 рік

30 червня 1975 року авіаносець був перекласифікований у CV-66. У період з листопада 1974 року по вересень 1976 року та з листопада 1976 року по вересень 1980 року проходив ремонти та модернізації у Норфолку.
Під час 6-місячного походу в Середземне море (10.03— 10.09.1986) авіаносець брав участь у бойових діях проти Лівії. 24 березня 1986 року літаки A-6E «Інтрудер» пошкодили ракетами «Гарпун» лівійський ракетний катер «Вахід», який потім був потоплений літаками з авіаносця «Саратога».
14-15 квітня 1986 року в ході операції «Каньйон Ельдорадо» літаки з авіаносця завдавали ударів по Триполі та Бенгазі.
Протягом 1987—1988 років авіаносець пройшов ремонт та модернізацію. У лютому-травні 1989 року корабель здійснив навчальне плавання в Північну Атлантику, після чого здійснив похід у Середземне, Червоне та Аравійське моря (05—11.1989), здійснював патрулювання поблизу узбережжя Лівану за забезпечення евакуації американських громадян з Бейруту у серпні 1989 року.

### Буря в пустелі
Після початку війни в Перській затоці Авіаносець «Америка» з авіагрупою CVW-1 брав участь у бойових діях проти Іраку (28.12.1990—18.04.1991). За офіційними даними ВМС США, літаки з «Америки» здійснили 3 008 бойових вильотів, скинули 2 000 тонн бомб, знищили 2 іракські пускові установки ракет «Scud» (01.02.1991), батарею берегових пускових установок протикорабельних ракет, 387 танків та БТР, 1 катер. Втрат авіагрупа не зазнала.

### Завершення служби

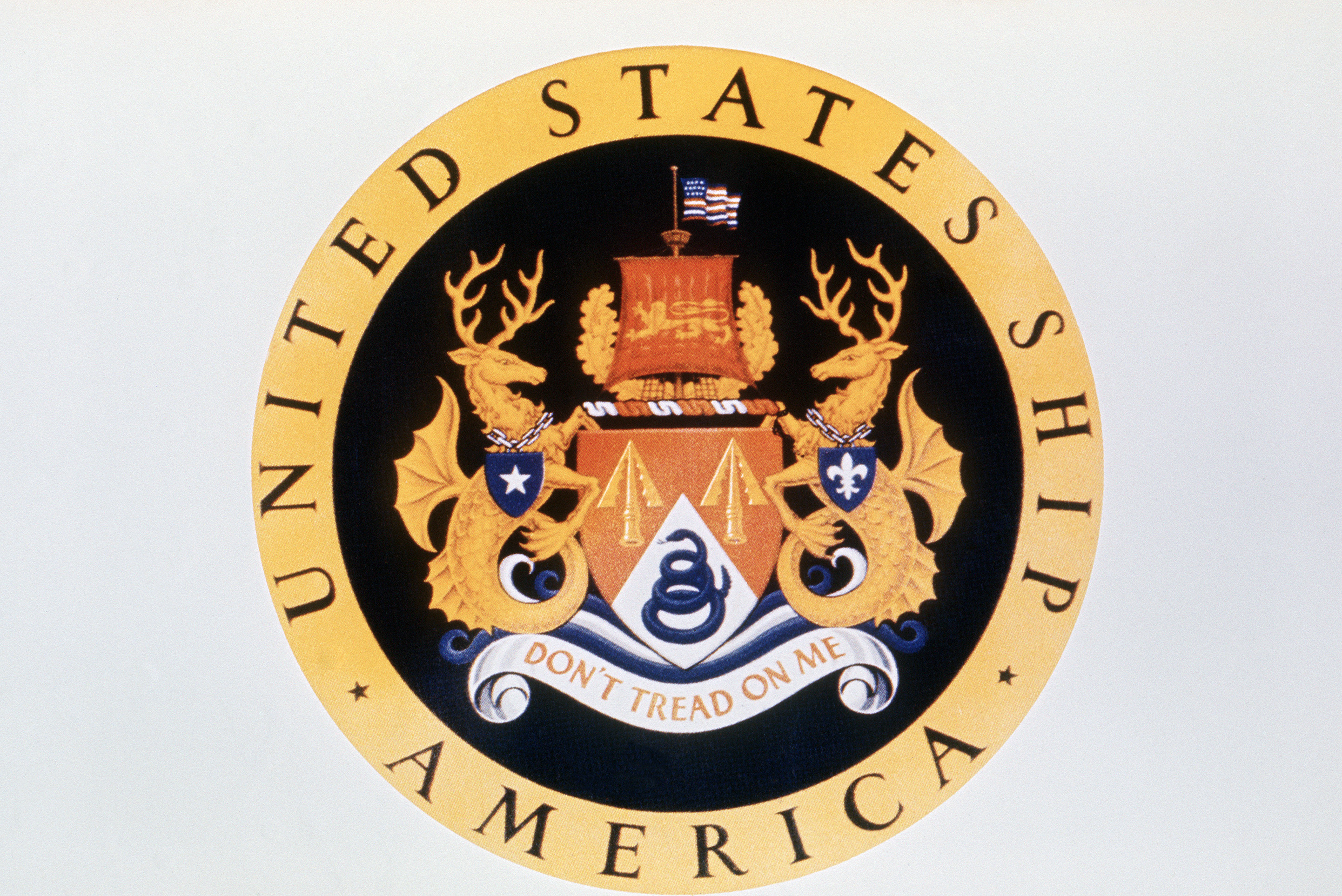
Емблема USS America

У липні-серпні 1991 року авіаносець брав участь у маневрах NATO в Північній Атлантиці. З грудня 1991 року по червень 1992 року здійснив похід у Перську затоку, після чого пройшов ремонт у Норфолку.
З серпня 1993 року по лютий 1994 року здійснив похід до берегів Югославії, де взяв участь в операції «Deny Flight» («Недопущення польотів»), в Червоне море та до берегів Сомалі.
У зв'язку з політичною кризою на Гаїті разом з авіаносцем «Дуайт Ейзенхауер» брав участь в операції з підготовки вторгнення на острів (вересень 1994 року). В останній момент висадка десанту, взятого на борт, була скасована. Корабель знову вирушив у Середземне море, де брав участь у бойових діях проти сербів у Боснії, а потім перейшов у Перську затоку за забезпечував контроль повітряного простору на півдні Іраку (09—12.1995). За час походу авіагрупа CVW-1 здійснила 11 500 вильотів та провела у повітрі 26 000 годин.

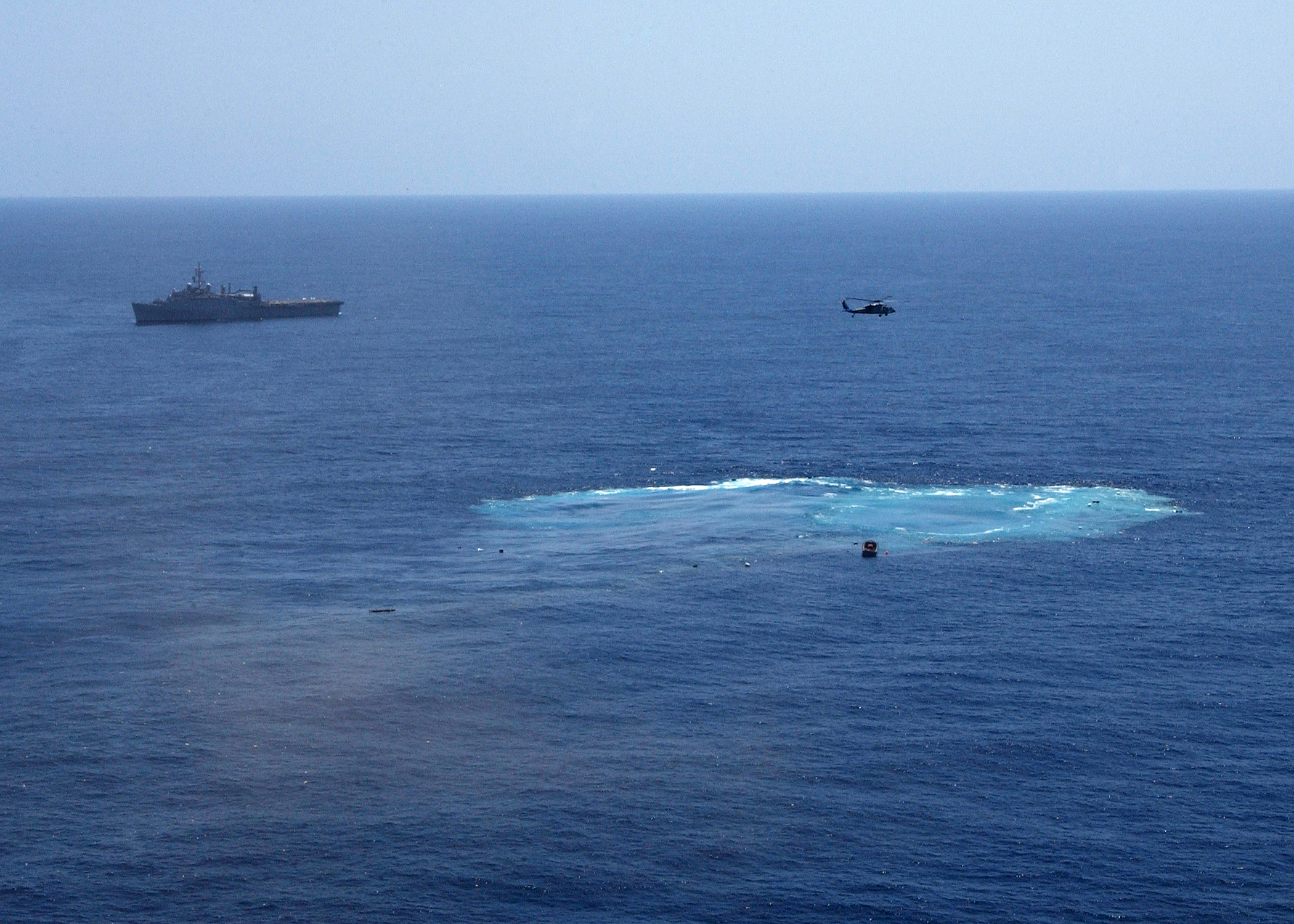
Потоплення «Америки»

У вересні 1996 року авіаносець був виключений з бойового складу флоту.
Корабель було вирішено розстріляти з різноманітних видів озброєння, щоб перевірити пошкодження, які можуть бути завдані таким великим кораблям.
У США виник рух проти такої утилізації корабля, оскільки він «несе ім'я нації». Пропонувалось зробити з корабля музей. Проте ці пропозиції були відхилені.
19 квітня 2005 року на авіаносці були підірвані декілька зарядів, які моделювали влучання торпед та крилатих ракет. 14 травня 2005 року авіаносець був потоплений.